# Стародубський повіт (Велике князівство Литовське)
Стародубський повіт (пол. Powiat starodubowski, біл. Старадубскі павет) — адміністративна одиниця у складі Смоленського воєводства Великого князівства Литовського у складі Речі Посполитої). Центр повіту — місто Стародуб.

## Історія
Утворений 1625 року у складі відновленого Смоленського воєводства.
1648 територію повіту опанувала армія Богдана Хмельницького, місцева шляхта змушена була тікати на захід.
1667 року за Андрусівськім перемир'ям вся Сіверщина відійшла до Московської держави.

## Урядники
Місцева шляхта обирала двох послів на «Вальний сейм» і двох депутатів на Головний Трибунал.
На Гродненському сеймі 12 січня 1793 р. для збільшення кількості сенаторів від ВКЛ була утворена «Стародубська каштелянія». Каштеляна Стародубського було номіновано шляхом підвищення до каштелянської гідності місцевого повітового маршалка.
Проте вже в грудні того ж року нова адміністративно-територіальна реформа Речі Посполитої скасувала Стародубську каштелянію.